# Реформа Совета Безопасности ООН
Реформа Совета Безопасности ООН подразумевает разнообразные предложения, включающие в себя процедурные реформы, такие, как его расширение, ограничение права вето, имеющегося у пяти постоянных членов. Практически обычно подразумевается план реорганизации структуры или расширения числа членов.
В марте 2003 года министр иностранных дел РФ И. Иванов заявил, что «Что касается реформы ООН и Совета Безопасности, то её необходимость очевидна. Изменился мир, соотношение сил. Такая реформа необходима […] Россия убеждена, что СБ ООН надо расширить с тем, чтобы он более реально отражал расстановку сил в мире и представительство государств в решении мировых проблем». В 2005 году уже министр иностранных дел России Сергей Лавров отмечал, что «…Россия выступает за то, чтобы расширение СБ ООН состоялось. Но только на основе достижения широкого согласия».
Основную позицию Китая по реформе составляют следующие положения (на 2004 год): 1. СБ ООН должен провести необходимую реформу; 2) при реформировании СБ ООН необходимо преимущественно усилить представительство развивающихся стран. Поскольку в сегодняшнем мире влияние развивающихся стран постепенно расширяется, однако такое изменение не получило полное воплощение в СБ ООН; 3) реформа СБ ООН представляет собой важный вопрос, по которому следует достичь общего мнения между его членами.

## Рабочая группа Генеральной Ассамблеи
Рабочая группа Генеральной Ассамблеи по Реформе Совета Безопасности ООН выпустила доклад (касающийся более равного представительства и увеличения числа членов Совета Безопасности), рекомендующий компромиссное решение по внедрению в жизнь межправительственных переговоров по реформе.
Доклад построен на базе существующих изменившихся реалий (переходного периода) с тем, чтобы предложить понятие «временно́й перспективы». «Временна́я перспектива» подразумевает, что государства-члены начнут переговоры, итоги которых должны быть включены в краткосрочные межправительственные договоренности. Решающей для «временно́й перспективы» является постановка задачи созыва конференции о пересмотре полномочий — форума по обсуждению изменений применительно к любым реформам, которые должны будут осуществлены в ближайшее время, и для достижения договоренностей, которые не могли быть достигнуты до сих пор.

## Расширение числа членов

### «При большей свободе»
21 марта 2005 года Генеральный Секретарь ООН Кофи Аннан призвал ООН достигнуть согласия о расширении совета до 24 членов, сославшись на план, называемый «При большей свободе». В нём содержались два альтернативных способа реализации, но не определялось, какое из его предложений предпочтительнее. В любом случае, Аннан предпочёл быстрое решение, заявляя, «Это важное решение обсуждалось в течение слишком долгого времени. Я верю в то, что государства-члены должны согласиться взять решение на себя — предпочтительно путём консенсуса, но в любом случае до саммита — сделать выбор в пользу первого или другого варианта из представленных в отчёте Группы высокого уровня».
Два варианта, упомянутых Аннаном, ссылаются на План A и План B:
План A призывает создать шесть новых постоянных членов, плюс трёх новых непостоянных членов при общем числе мест в совете — 24.
План B призывает создать восемь новых мест в новом классе членов, которые будут переизбираться через четыре года, плюс одно непостоянное место, также при общем числе 24.
Упомянутый Аннаном Всемирный саммит 2005 года — это пленарное совещание на высшем уровне, рассмотренное в докладе Аннана, реализация «Декларации Тысячелетия 2000 г.» и другие решения, связанные с реформой ООН.

### Объединившиеся ради консенсуса
26 июля 2005 года, пять членов ООН — Аргентина, Италия, Канада, Колумбия и Пакистан, представляющие большую группу стран, названную «Объединившиеся ради консенсуса» (англ. Uniting for Consensus), предложили Генеральной Ассамблее другой проект, который сохранял пять постоянных членов и увеличивал число непостоянных членов до 20. Китай поддержал эту инициативу.

## Предложение о новых постоянных членах
Предложенное изменение — увеличить число членов Совбеза: под кандидатами обычно подразумевается Япония, Германия, Индия и Бразилия (нации G4) и страна Африки.
Великобритания, Россия и Франция поддержали в ООН членов G4. Италия всегда противилась такого рода реформе и приняла ещё в 1992 году совместно с рядом стран другое предложение, основанное на введении института полупостоянных членов; кроме того, Пакистан возражает против кандидатуры Индии; а Мексика и Аргентина — против Бразилии, португалоязычной страны в испаноязычной по большей части Латинской Америке. Все эти страны традиционно себя группируют в так называемый Кофейный Клуб; официально «Объединившиеся ради консенсуса».
Большинство ведущих кандидатов на постоянное членство регулярно избираются в Совет Безопасности в соответствующие группы: Япония и Бразилия были избраны на девять двухлетних сроков каждая, а Германия — на три срока. Индия избиралась в Совбез суммарно шесть раз, хотя последнее её избрание состоялось более  десятилетия назад — в 1991—1992 годах.

### Бразилия
Бразилия — самая большая страна в Латинской Америке по числу населения, ВВП и территории; вдобавок имеет один из самых больших военных бюджетов (11-й по размеру в мире) и вооружённые силы (18-е по численности в мире на 2006 год). Кроме прочего, вкупе с Африкой и Океанией, Южная Америка является одним из трёх обитаемых континентов, не имеющих постоянного представительства в Совете Безопасности.
Бразилия избиралась девять раз в Совет Безопасности ООН. Её вооружённые подразделения внесли вклад в усилия ООН по поддержанию мира на Ближнем Востоке, в бывшем Бельгийском Конго, на Кипре, в Мозамбике, Анголе, и позже — в Восточном Тиморе и на Гаити. Бразилия является одним из наибольших вкладчиков в регулярный бюджет ООН.
США выразили твердую поддержку Бразилии в намерении стать постоянным членом, однако без права вето.
Бразилия также получила поддержку других постоянных членов: России, Великобритании и Франции и также португалоязычных стран. Бразилия рассчитывала получить поддержку со стороны Китая, признав китайскую экономику полностью рыночной, однако, несмотря на эти усилия, Китай не выразил официальной поддержки.
Наибольшим препятствием являются сопротивление стран региона — Мексики и Аргентины, двух важных стран Латинской Америки.

### Германия
Германия — третья страна по размеру вклада в регулярный бюджет ООН, и также претендует на место в Совбезе вслед за Японией.
Франция определённо заявила по поводу постоянного членства в Совете безопасности своего ближайшего партнёра по Евросоюзу: «Вступление Германии, занятие ею места великой державы, её международное влияние — Франция была бы рада видеть её признанной постоянным членом Совета Безопасности», сказал президент Франции Жак Ширак в речи в Берлине в 2000 году. Бывший канцлер Германии Герхард Шрёдер среди других стран, поддержавших приглашение Германии, назвал также Россию. Италия и Нидерланды напротив, поддержали предложение, чтобы Евросоюз вместо Германии стал третьим представителем Европы вслед за Францией и Великобританией. Йошка Фишер сказал, что Германия должна принять предложение о месте объединённой Европы, но, поскольку оно будет иметь меньшую значимость, чем значимость мест Франции и Британии, Германия должна также получить место. Это привело к предложениям сделать место Евросоюза «общим» для уже существующих двух постоянных членов, без создания третьего. Были высказаны предложения, что французы объединят свой голос с Германией в традициях франко-германской интеграции в рамках ЕС, а Великобритания представит европейские традиции в виде меньшей степени интеграции. Таким образом, кампания по получению Германией постоянного членства усилилась в 2004 году. Бывший канцлер Герхард Шрёдер высказался предельно ясно в августе 2004 года: «Германия имеет право на место». Это предложение было поддержано в числе остальных стран Бразилией, Великобританией, Индией, Россией, Францией и Японией. Ангела Меркель, канцлер Германии, в настоящее время первоначально не высказывавшаяся на эту тему, на Генеральной Ассамблее ООН в сентябре 2007 года снова поставила вопрос о получении Германией места постоянного члена Совбеза.

### Индия
Индия — ядерная держава и первая по численности населения страна в мире. Она также входит в число двенадцати наибольших экономик и четвёртая по ёмкости рынка. В настоящее время Индия имеет третьи по величине в мире вооружённые силы. Индия также вносит один из наибольших вкладов в миссии контингентов ООН по поддержанию мира.
Получение Индией места недвусмысленно поддерживают постоянные члены Совбеза: Франция, Россия и Великобритания. Китайское правительство последнее время также защищает её кандидатуру. Хотя Бразилия, Австралия, а также Африканский Союз поддержали кандидатуру Индии, премьер-министром Манмоханом Сингхом было высказано популярное убеждение о том, что, несомненно, «великие державы мешают кандидатуре Индии».
Хотя Китайская Народная Республика первоначально возражала по геополитическим мотивам (Китай — союзник конкурента Индии — Пакистана, кроме того, страны воевали друг с другом в 1962 году), недавняя история изменила официальную позицию Китая в вопросе поддержки кандидатуры Индии с отрицательной сначала на нейтральную, а затем на положительную, в связи с становящимися всё более тесными экономическими связями. 11 апреля 2005 года Китай объявил, что поддержит получение Индией статуса постоянного члена, но без права вето. Однако право вето является наиболее определяющей характеристикой постоянного члена и в глазах стран G4, запрет права вето — не что иное, как средство пяти нынешних постоянных членов удержать своё превосходство. Хотя США официально не поддержали приглашение Индии — по различным причинам, некоторые из которых остаются неясными — «стремясь на двусторонней основе сотрудничать с Индией и поддержать нацию» (что переводится, как не использовать право вето). Однако американо-индийские отношения сейчас улучшились. В начале ноября 2010 года, во время государственного визита в Индию, президент США Б. Обама заявил, что «Вашингтон поддержит заявку Нью-Дели для получения места в Совете Безопасности ООН». «…В ближайшие годы я с нетерпением жду реформирования Совета Безопасности ООН, который включит Индию в качестве постоянного члена», — также сказал он В ответ министр иностранных дел Пакистана Шах Махмуд Куреши заявил, что Пакистан и Китай единогласно придерживаются той точки зрения, что «…статус постоянного члена Совета Безопасности ООН не должен быть предоставлен Индии, поскольку это нарушит баланс сил в регионе».
Принимая в расчёт огромное население и растущий экономический и политический вес, Индия — сильный претендент на место постоянного члена СБ ООН. Другим фактором в пользу кандидатуры Индии является факт, что она была одним из членов-основателей Совета Безопасности и участвовала в ряде его мероприятий, включая операции ООН в Демократической Республике Конго, на Кипре, в Камбодже, Йемене, Сомали, Руанде, Намибии, на Синайском полуострове и других.

### Япония
Япония, вступившая в ООН в 1956 году, второй по размеру вкладчик в регулярный бюджет ООН. Её платежи превосходят суммарные взносы Великобритании, Китая, России и Франции, вместе взятые. Япония — одна из самых крупных стран-доноров (ODA). Таким образом, Япония считается наиболее подходящим кандидатом на место одного из новых постоянных членов.
Стремление Японии стать постоянным членом Совета Безопасности ООН встретило сильное сопротивление со стороны Китайской Народной Республики, Северной Кореи и Южной Кореи. Однако Монголия поддержала приглашение Японии.
Некоторые японцы предполагают, что сопротивляющемися странами, особенно Китаем, больше движут текущие проблемы, такие, как территориальные споры. В конце апреля 2005 года по материковому Китаю прокатились широкомасштабные антияпонские протесты. Причины протестов были разнообразные, включая одобренные японским правительством книги по истории, ежегодные визиты бывшего премьер-министра Коидзуми в храм Ясукуни-дзиндзя, где поклонялся душам 14 военных преступников класса A и территориальные споры о принадлежности островов между Китаем и Тайванем. Хотя протесты официально не санкционировались КНР, некоторые аналитики предположили, что правительство КНР разрешило проведение акций протеста, чтобы помешать приглашению Японии в Совет Безопасности. Другие доказывают, что китайское правительство не хотело, чтобы гнев протестующих сфокусировался на него, поскольку препятствование демонстрациям было бы воспринято как поддержка Японии. Также много протестов прошло в Южной Корее. Правящие и оппозиционные партии, большинство СМИ и даже президент Южной Кореи в открытую критиковали визиты, не сочетающиеся с их политическим положением.
Некоторые другие азиатские страны, включая Камбоджу, Индонезию, Малайзию, Сингапур, Филиппины и Вьетнам — все самые главные получатели японских займов и/или зарубежных инвестиций — выразили твёрдую поддержку просьбам Японии. Другие страны, такие как Австралия, Бразилия, Великобритания, Индия, Германия, Франция также поддержали приглашение Японии.
Несмотря на то, что США твёрдо поддерживают приглашение Японии в постоянные члены Совбеза ООН, они отклоняют коллективное членство стран G4+1 в целом, в поддержке со стороны которых нуждается Япония. Хотя Россия и заинтересована в локальном противовесе Китаю, она также проявляет осторожность из-за прочных связей Японии с Соединёнными Штатами. Однако Китай имеет право вето и применит его в любом случае приглашения Японии в качестве постоянного члена.
США воздерживаются от поддержки Германии (так как Европа представлена двумя из пяти постоянными членами) и Индии, но поддерживают приглашение Японии. Госсекретарь Кондолиза Райс, выступая в Университете Софии в Токио, сказала: «Япония заработала своё почетное место среди наций мира благодаря своим усилиям и своему характеру. Вот почему США недвусмысленно поддерживают место постоянного члена в Совете Безопасности ООН для Японии». Её предшественник Колин Пауэлл возражал против постоянного членства Японии из-за статьи 9 Конституции Японии, запрещающей стране вести военные приготовления.
Китайская Народная Республика, а также Северная Корея и Южная Корея возражают против членства Японии, так как недовольны её отказом принять на себя полную ответственность за зверства Японской императорской армии в годы Второй мировой войны, а также за потенциальный милитаризм. Австралия, Острова Кука, Федеративные Штаты Микронезии, Фиджи, Кирибати, Маршалловы Острова, Науру, Новая Зеландия, Ниуэ, Палау, Папуа — Новая Гвинея, Самоа, Соломоновы Острова, Тонга, Тувалу и Вануату поддерживают Японию.
Кацуюки Каваи, секретарь по иностранным делам, член японского парламента и посол по особым поручениям в Непале, был послан в Катманду склонить правительство Непала к поддержке постоянного членства Японии в Совбезе ООН. Каваи встречался с королём Непала Гьянендрой и заявил прессе: «Если Япония сейчас лишится приглашения, японский народ подумает, что помощь, которую обеспечивала Япония всему миру в последние 60 лет, была ничтожной». Япония сделала Непалу значительные пожертвования.

### Членство страны с исламским большинством
Со времени распада Османской империи Средний Восток, большей частью мусульманский, является ареной непрекращающихся международных конфликтов и их периодические вспышки в регионе были темой многих дебатов и резолюций Совета Безопасности ООН. Следовательно, планы введения в Совет Безопасности члена — страны с исламским большинством — дело очень тонкое, особенно, если такая страна будет наделена правом вето. Однако «компромиссное положение» можно видеть в Индии, державе с третьим по числу мусульманским населением (после Индонезии и Пакистана), имеющим тесные связи с многими арабскими странами, но в то же время показывающую себя как умеренную и приемлемую силу для Совета Безопасности.
За пределами исламского мира обозреватели проявляют растущую озабоченность тем, что исламская страна, наделённая правом вето, использует его для ограничения способностей ООН решительно действовать на Ближнем Востоке или на границах Исламского мира, приводя к бессилию ООН в этих регионах. Впечатление об отсутствии демократии в странах Среднего Востока, преимущественно мусульманских — другой довод, приводимый некоторыми западными обозревателями против включения этих стран в клуб постоянных, наделённых правом вето, государств.
В то же время, проект реформы, предложенный странами G4, предлагает оставить более 1,2 миллиарда мусульман во всём мире (что не ограничивается только Средним Востоком, но также включает такие территории, как Юго-Восточная Азия) без какого-либо постоянного представительства в Совете Безопасности ООН. Это крайне непоследовательное по отношению к исламскому миру решение и может неприятно ударить по доверию к ООН у части стран Среднего Востока и исламского мира. В июне 2005 года министры иностранных дел стран — членов Организации исламского сотрудничества призвали создать место постоянного члена Совета Безопасности ООН для исламского мира.
Недавнее сопротивление предложенному проекту реформ, исходящее от стран G4, может быть причислено в данной части к наиболее заметным. США и несколько западных стран возражают любому предложению, которое даст новым членам какое-либо право вето, а Египет с Африканским Союзом возглавляет сопротивление предложению Нигерии принять версию предложений G4, устраняющих право вето для новых стран, и согласно которым может стать возможным создание нового Совбеза, в котором не будет ни одного члена с исламским большинством.
Другой довод против включения исламской нации — связанный с этим религиозный аспект. В таком случае и нации, исповедующие другие религии, могли бы потребовать себе постоянного членства в Совбезе во имя религии, такие как в большинстве своём иудейское государство Израиль или же страны с большим числом буддистов, индуистов, сикхов и т. д.

## Вопрос исключения России
После полномасштабного вторжения России в Украину дипломаты, юристы, журналисты и учёные со всего мира подали петицию об исключении России из ООН. Томас Грант, профессор международного права в Кембридже и бывший советник Госдепартамента США, который также поддержал петицию, заявил, что существует юридический механизм, с помощью которого Россия может быть исключена из Совета безопасности. Он сослался на то, что ООН уже исключала Тайвань в 1971 году. Однако Тайваньский прецедент отличался по смыслу: формально, речь шла не об исключении из организации, а передаче его места другому представителю той же страны. В сентябре 2022 года мировые лидеры открыто призвали к реформе Совета Безопасности на 77-й сессии Генеральной Ассамблеи ООН. Были предложения исключить Россию из Совета безопасности, либо ограничить её право вето. Кроме того, согласно статье 4 устава ООН, новые государства-члены должны быть приняты голосованием Генеральной Ассамблеи. Но Россия избежала этого, заявив о продолжении членства, ранее принадлежавшего СССР.